# Champeau-en-Morvan
 Champeau-en-Morvan  là một xã ở tỉnh Côte-d’Or trong vùng Bourgogne-Franche-Comté, phía đông nước Pháp. Khu vực này có độ cao trung bình 600 mét trên mực nước biển.